# Lola T102
La Lola T102, chiamata anche BMW T102, è una monoposto di Formula 1, costruita dalla britannica Lola e utilizzata dalla scuderia tedesca BMW per partecipare al Campionato europeo di Formula 2 e al  Campionato mondiale di Formula 1 1968.

## Caratteristiche
Progettata a fine 1967, la vettura fu un aggiornamento della precedente Lola T100, avente delle migliorie aerodinamiche ed un nuovo motore, il BMW M12/3, che sostituì il vetusto M10.

## Carriera agonistica

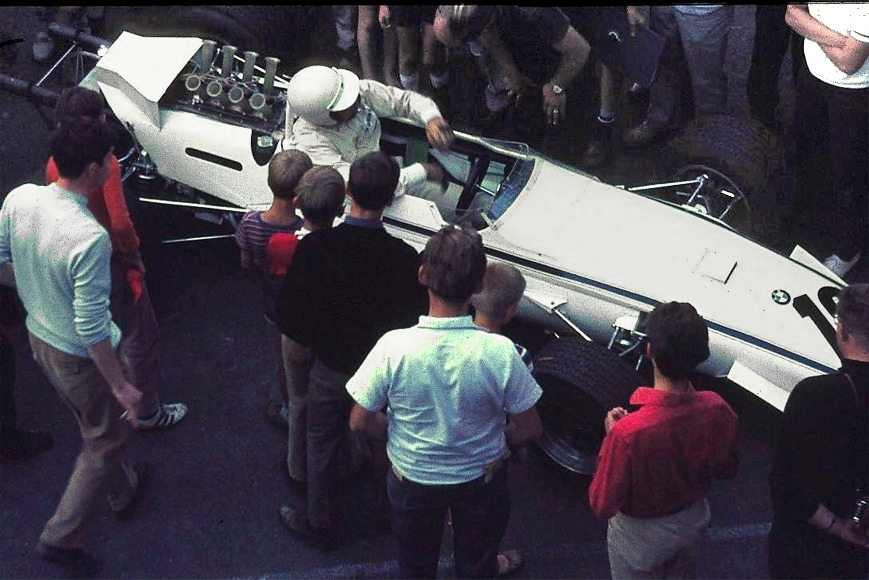
Hubert Hahne con la sua T102 ai box durante il Gran Premio di Germania 1968

La Lola T102, motorizzata BMW, esordì in Formula 1 il 4 agosto 1968 al Gran Premio di Germania con il pilota Hubert Hahne. Quest'ultimo, qualificatosi diciottesimo in griglia, recuperò in gara fino a piazzarsi al decimo posto. Dopo questa breve parentesi nella massima serie motoristica, la T102 continuerà a correre nel campionato di Formula 2 1968 e 1969 arrivando seconda nel campionato piloti nel 1969 ottenendo come migliori risultati due secondi posti assoluti con Hahne al Hockenheimring e con Jo Siffert al Nürburgring, dove l'elvetico ottenne anche la pole position.

## Risultati

### Formula 1
| Anno | Team                     | Motore        | Gomme | Piloti |  |  |  |  |  |  |  |    |  |  |  |  | Punti | Pos. |
| ---- | ------------------------ | ------------- | ----- | ------ |  |  |  |  |  |  |  | -- |  |  |  |  | ----- | ---- |
| 1968 | Bayerische Motoren Werke | BMW M12/3 2.0 | D     | Hahne  |  |  |  |  |  |  |  | 10 |  |  |  |  |       |      |

### Formula 2
| Stagione | Team                     | Pilota  | 1       | 2     | 3     | 4     | 5   | 6   | 7   | 8   | 9       | 10     | Punti | Pos. |
| -------- | ------------------------ | ------- | ------- | ----- | ----- | ----- | --- | --- | --- | --- | ------- | ------ | ----- | ---- |
| 1968     | Bayerische Motoren Werke | Hahne   | HOC     | THR   | JAR   | ZOL   | CRY | TUL | ZAN | PER | HOC 7   | VAL 10 | 0     | NC   |
| 1968     | Bayerische Motoren Werke | Siffert | HOC     | THR   | JAR   | ZOL   | CRY | TUL | ZAN | PER | HOC Rit | VAL 18 | 0     | NC   |
| 1969     | Bayerische Motoren Werke | Hahne   | THR 12  | HOC 2 | NÜR 4 | JAR 5 | TUL | PER | VAL |     |         |        | 28    | 2º   |
| 1969     | Bayerische Motoren Werke | Siffert | THR Rit | HOC   | NÜR 2 | JAR   | TUL | PER | VAL |     |         |        | 0     | NC   |